# Jole Bovio Marconi
Jole Bovio Marconi (Roma, 21 de janeiro de 1897 - Palermo, 14 de abril de 1986) foi uma arqueóloga italiana que se formou em topografia da Roma antiga pela Universidade Sapienza de Roma e se especializou na Escola Italiana de Arqueologia de Atenas. Ela se casou com seu colega Pirro Marconi, quem conheceu em seus estudos em Atenas.
Na década de 1920 mudou-se para a Sicília, centrando o seu trabalho nos monumentos clássicos. Em 1939, ela se tornou a superintendente arqueológica do oeste da Sicília.
Ela se dedicou a escrever algumas publicações sobre a civilização do Conca d'Oro ('Vale Dourado'), a planície fértil entre as montanhas onde se situa a capital da Sicília, Palermo, e da Grotta del Vecchiuzzo no Parque Natural Regional de Madonie. Ela permaneceu como diretora da Superintendência Arqueológica da Sicília Ocidental dos anos 1930 aos anos 1960. Durante a Segunda Guerra Mundial, ela se encarregou de mover as exposições mantidas no Museu Arqueológico Regional Antonio Salinas de Palermo, transferindo-as pessoalmente para o convento de San Martino delle Scale em Monreale; tendo em vista a grande devastação que o museu sofreu, isso permitiu que salvassem a maior parte do acervo.
No final da guerra ela se encarregou da reconstrução e reorganização do museu, tanto que se Antonio Salinas é o criador do museu, Jole Bovio Marconi é considerada aquela que o renovou. Ela escavou e estudou a Caverna de Genovese do Paleolítico Superior em Levanzo nas ilhas Egadi e a Caverna de Addaura perto de Palermo (publicada em 1953). Ela foi incumbida da cadeira de pré-história na Universidade de Palermo, e ela se encarregou da restauração do templo de Segesta. Ela planejou e realizou a anastilose do Templo E em Selinunte. Em 1963, ela publicou o primeiro artigo sobre a porcelana Bell Beaker do final do Neolítico ao início da Idade do Bronze da Sicília, "Sulla diffusione del vaso campaniforme na Sicilia" (Kokalos 9, pp. 93–128). Em reconhecimento a este trabalho, os arqueólogos Jean Guilaine, Sebastiano Tusa e Primo Veneroso dedicaram à sua memória o artigo La Sicile et l'Europe Campaniforme, com fundos do Collège de France.